# 社会分業論
『社会分業論』（しゃかいぶんぎょうろん、仏: De la division du travail social）とはフランスの社会学者であるエミール・デュルケームによって著された書籍の名称、および提唱された社会学の概念。社会というものは分業が行われるということから発達するということであるが、それと同時に社会的、道徳的にも変化が生じる。この変化というのは社会の人口が増大すると同時に一極集中し、交通手段も発達するものの、従来までの社会の形態であった環節的社会というものが崩壊することとなるということである。企業や労働者においても大きな変化が生じることとなり、職業というのは専門化が進み、労働者個人は次第に個性化され異質化されていくこととなる。このことから従来までの組織に見られていた構成員は斉一されているが故に組織が成り立っていたという形式は減少していくこととなる。社会分業論が発達した社会というのは互いの個性が必要であるが故に組織や人間関係が成り立っているということであり、ここから有機的連帯が作り出されていくこととなる。

## 日本語訳
- 井伊玄太郎訳『社会分業論』上・下（講談社学術文庫、1989年）ISBN 4-06-158873-7 / ISBN 4-06-158874-5
- 田原音和訳『社会分業論 復刻版』（青木書店、2005年）ISBN 4-250-20506-1
  - 新版『社会分業論』（ちくま学芸文庫、2017年）ISBN 4-480-09831-3